# Tomaž Orešič
Tomaž Orešič, slovenski inženir strojništva, * 5. april 1970. 
Deluje na področju energetike (elektroenergetike, energetskega menedžmenta in energetskih strategij). Delal je na vodilnih mestih v podjetjih Elektroprivreda Srbije, Elektro Maribor, EFT Group in v finskem svetovalnem podjetju VaasaETT Oy. Bil je pobudnik in programski vodja vsakoletnega mednarodnega srečanja Energija, ki je delovalo od leta 2005 do 2014. Trenutno je podpredsednik mednarodnega podjetja GGE Group, delujočega na področju investicij v projekte energetske učinkovitosti ter predsednik nadzornega sveta Elektro Maribor d.d..

## Življenjepis
Vidnejša dosedanja delovna mesta Orešiča so naslednja: med letoma 2003 in 2007 je bil član uprave Elektra Maribor, od leta 2007 do 2013 je opravljal funkcijo direktorja za Zahodno in Srednjo Evropo v mednarodnem energetskem podjetju EFT Group, od 2013 do 2015 pa funkcijo direktorja za poslovni razvoj v finskem svetovalnem in raziskovalnem podjetju VaasaETT. Od februarja 2015 do februarja 2016 je bil član uprave in izvršni direktor podjetja Elektroprivreda Srbije, od leta 2017 pa opravlja funkcijo podpredsednika GGE Group s sedežem v Ljubljani.
Leta 2005 sopobudnik vsakoletne mednarodne konference energetikov Energija. Vsa leta do sedaj je bil programski vodja in predsedujoči konferenci. Sicer je bil med drugim član nadzornega sveta družbe Geoplin d.o.o. (2011-2013) in član častnega razsodišča Združenja Manager (od 2009 do 2015).
Je občasni gostujoči predavatelj v podiplomskem programu na Ekonomski fakulteti v Ljubljani.

## Politično delovanje
Na lokalnih volitvah leta 2010 se je kot kandidat LDS potegoval za mesto župana Mestne občine Maribor ter prejel 8,32 % glasov. Na istih volitvah je bil izvoljen za mestnega svetnika ter 19. decembra 2012 zaradi nedelovanja Mestnega sveta odstopil s funkcije.
Septembra 2011 ga je Borut Pahor, predsednik 9. vlade RS, predlagal za gospodarskega ministra. Dobil je podporo matičnega državnozborskega odbora, a je Državni zbor Republike Slovenije v paketnem glasovanju zavrnil vse ministrske kandidate (s 36 glasovi za in 51 proti).

## Ostalo delovanje
V letih 1986 do 1992 je bil član članske državne reprezentance (jugoslovanske, po osamosvojitvi slovenske) v jadranju na vodi v razredu Evropa. Od leta 2010 do 2013 je opravljal funkcijo podpredsednika Jadralne zveze Slovenije.